# مارتین مازمانیان
مارتین (مارتیروس) سارگسی مازمانیان (ارمنی: Մարտին (Մարտիրոս) Սարգսի Մազմանյան؛  زادهٔ ۲۴ دسامبر ۱۸۹۹ - درگذشته ۸ مهٔ ۱۹۸۷) آهنگساز اهل ارمنستان بود.

## زندگی‌نامه
وی در ۲۴ دسامبر ۱۸۹۹ در تفلیس به دنیا آمد و از مدرسه نرسیسیان، کنسرواتوار دولتی وانو ساراجیشویلی تفلیس، کنسرواتوار دولتی چایکوفسکی مسکو و کنسرواتوار دولتی کومیتاس ایروان فارغ‌التحصیل گشت. وی کنسرواتوار دولتی کومیتاس ایروان و مدرسه موسیقی رومانوس ملیکیان فعالیت می‌کرد. در وی همچنین برنده جوایزی همچون هنرمند مردمی ارمنستان شوروی (۱۹۶۵) شد. وی در ۸ مهٔ ۱۹۸۷ در سن ۸۷ سالگی در ایروان درگذشت.